# Humilije iz Bisignana
Humilije iz Bisignana (Bisignano, 26. kolovoza 1582. – Bisignano, 26. studenog 1637.), talijanski franjevac i svetac.

## Životopis
S 27 godina, 1609., pridružio se Redu manje braće, a godinu dana kasnije, 4. rujna 1610., napravio je svoje zavjete. Umro je u dobi od 55 godina, na glasu svetosti. Na krštenju je dobio ime Luca Antonio.
Papa Pio VI. proglasio ga je časnim slugom Božjim, 4. listopada 1780. godine. Beatificirao ga je papa Lav XIII., 29. siječnja 1882. godine, a kanonizirao sveti papa Ivan Pavao II. 19. svibnja 2002. godine.

## Vanjske poveznice
- (engl.) Humilije iz Bisignana na "Patron Saints Index"
- (tal.) Site sur San Umile  Arhivirana inačica izvorne stranice od 17. prosinca 2007. (Wayback Machine)